# Backlot Stunt Coaster (Kings Island)
Backlot Stunt Coaster (eerder Italian Job: Stunt Track) is een door Premier Rides gebouwde lanceerachtbaan in het Amerikaanse attractiepark Kings Island.

## De rit
De Backlot Stunt Coaster werd in 2005 geopend als Italian Job: Stunt Track en was gethematiseerd naar de achtervolgingsscène uit de film The Italian Job uit 2003. De achtbaantrein wordt gelanceerd en rijdt vervolgens door 3 helices in een parkeergarage omhoog. Na het ontwijken van diverse politiewagens rijdt de trein door een overbanked turn.
Na een scène waarbij de achtbaantrein beschoten wordt door een helikopter waarbij tijdens de Paramounttijd diverse pijpen werden lekgeschoten. De lekkende buizen sproeiden benzine (in werkelijkheid water) waarna diverse pyrotechnische effecten (zoals explosies en brand) worden gebruikt. De achtbaantrein wordt voor de tweede keer gelanceerd. Na een aantal bochten en duiken komt de achtbaantrein door het billboard naar buiten alvorens in een goot te duiken. Hier eindigt de rit.

## Locatie
De Backlot Stunt Coaster ligt in het parkdeel Coney Mall waar ook de achtbanen Firehawk, Flight of Fear, Vortex en The Racer liggen.
Huidig: 
Adventure Express ·
Backlot Stunt Coaster ·
Banshee ·
The Bat ·
Diamondback ·
Flight of Fear ·
Great Pumpkin Coaster ·
Invertigo ·
Mystic Timbers ·
Orion ·
Snoopy's Soap Box Racers ·
The Beast ·
The Racer · 
Woodstock Express ·
Woodstock’s Air Rail
Verdwenen: 
Bat ·
Bavarian Beetle ·
Demon ·
Firehawk ·
King Cobra ·
Scooby's Ghoster Coaster ·
Son of Beast ·
Vortex